# František Kaďůrek
František Kaďůrek (19. března 1905 Loukov – 25. dubna 1967 Loukov) byl český a československý rolník, politik a člen Československé strany lidové, za kterou byl po roce 1945 poslancem Prozatímního a Ústavodárného Národního shromáždění a Národního shromáždění ČSR. V 50. letech pronásledován komunistickým režimem a vězněn.

## Biografie
Po absolvování měšťanské školy pracoval jako soukromý rolník. Kromě své práce se angažoval i veřejně a politicky. Po celá třicátá léta byl předsedou místní a okresní Lidové jednoty v Holešově a předsedou Okresního svazu zemědělských družin. Zastával post člena krajského vedení ČSL v Olomouci. Od roku 1931 byl za lidovce starostou rodného Loukova. V roce 1945 se stal předsedou místního národního výboru v Loukově a členem Jednotného svazu českých zemědělců.
V letech 1945-1946 byl poslancem Prozatímního Národního shromáždění za lidovce. Po parlamentních volbách v roce 1946 se stal poslancem Ústavodárného Národního shromáždění. Během únorového převratu v roce 1948 patřil mezi část lidové strany orientovanou na spolupráci s KSČ, která stranu ovládla. V parlamentních volbách roku 1948 se stal ve volebním kraji Olomouc poslancem Národního shromáždění za Československou stranu lidovou. V parlamentu setrval do roku 1954.
Jako rolník dostal stranický úkol přimět členy ČSL z řad rolníků, aby vstupovali do JZD, který však nesplnil podle očekávání. V roce 1955 byl zatčen a odsouzen na sedmnáct let nepodmíněně pod záminkou organizování ilegální podvratné činnosti na Hranicku a sabotování kolektivizace. V roce 1960 byl propuštěn na amnestii a vrátil se do rodného Loukova.